# Верхнесвечниково
Верхнесвечниково — село в Кашарском районе Ростовской области.
Административный центр Верхнесвечниковского сельского поселения.

## География

### Улицы
| - ул. Заречная - ул. Зелёная - ул. Колхозная - ул. Ленина | - ул. Молодёжная - ул. Набережная - ул. Песчаная - пер. И. Куличенко |

## История
В некоторых источниках название села Верхнесвечниково пишется как «Верхне-Свечниково». Этот населённый пункт получил свое наименование по фамилии пана Свечникова, который проживал на этой территории и владел этими землями. В его бывшем доме располагалось помещение старой больницы. У Свечникова было много крепостных, которые проживали здесь и платили ему оброк. Часть земель, которая сейчас относится к территории села Верхнесвечниково, принадлежала другому пану — Ушакову. В его семье было 7 детей. Усадьба, в которой при пане принимали гостей, находилась на месте старой школы. В 1861 году отменили крепостное право, но это не позволило крестьянам заниматься своим делом. Многие из них были несостоятельными, и для получения минимального заработка, шли работать в наем. Такая работа длилась начиная от пасхальных праздников и заканчивая святочными гуляниями. Когда у крестьян появились участки земли, они стали выращивать и продавать продукты на базарах. Одним из самых известных считался базар, который располагался в Маньково-Березке.
В Области Войска Донского в селе Верхнесвечниково была престольная Александро-Невсковая церковь. На службу в церковь приезжали люди со всей округи. Службы всегда проводились на праздник в честь Александра Невского и в другие дни. Позже на месте церкви была сооружена новая школа. Около церкви находился парк. В нём проводились праздники, а по воскресеньям организовывались базары. В 1918 году в селе появился Ревком, затем стали создаваться коллективные хозяйства. Село Верхнесвечниково было поделено на три хозяйства: «Шабалдаевский», «Путь к коммунизму» и «XVII партсъезд».
По состоянию на 1941 года село относилось к Селивановскому району. В этом году многие мужчины были мобилизованы на фронт Великой Отечественной войны. В 1942 году село было оккупировано немецкими солдатами, в декабре того же года освобождено. В 1958 году село относилось к Первомайскому району, а по состоянию на 1961 год — к Кашарскому району, в составе которого числится и сейчас.

## Население
| 2010 |
| ---- |
| 540  |

## Достопримечательности
Александро-Невсковая церковь в селе была построена на средства прихожан в 1888 году. Была она деревянная, с такой же колокольней, с оградой. Престол в храме был один — во имя Благоверного князя Александра Невского. Земли при церкви не имелось. Ей принадлежали два дома, в которых жили священник и псаломщик, также имелась караулка для сторожей. В приходе в 1890 году была открыта школа грамоты. При церкви существовал хор служителей церкви.
В советское время церковь была закрыта и разобрана, на её месте построена школа.